# Wülferode
Wülferode è una frazione (Stadtteil) della città di Hannover, nel land della Bassa Sassonia, in Germania.

## Storia
Già comune autonomo nel circondario di Hannover, fu soppresso e incorporato a Hannover il 1º marzo 1974.
Forma, insieme con Kirchrode e Bemerode, il quartiere (Stadtbezirke) di Kirchrode-Bemerode-Wülferode.